# Halowe Mistrzostwa Europy w Lekkoatletyce 1979 – bieg na 1500 m mężczyzn
Bieg na 1500 metrów mężczyzn – jedna z konkurencji biegowych rozgrywanych podczas halowych lekkoatletycznych mistrzostw Europy w hali Ferry-Dusika-Hallenstadion w Wiedniu. Eliminacje zostały rozegrane 24 lutego, a bieg finałowy 25 lutego 1979. Zwyciężył reprezentant Irlandii Eamonn Coghlan. Tytułu zdobytego na poprzednich mistrzostwach nie obronił Antti Loikkanen z Finlandii, który tym razem zajął 4. miejsce.

## Rezultaty

### Eliminacje
Rozegrano 2 biegi eliminacyjne, do których przystąpiło 16 biegaczy. Awans do finału dawało zajęcie jednego z pierwszych trzech miejsc w swoim biegu (Q). Skład finału uzupełniło dwóch zawodników z najlepszymi czasami wśród przegranych (q).
Opracowano na podstawie materiału źródłowego.
Bieg 1
| Miejsce | Zawodnik           | Czas   | Uwagi |
| ------- | ------------------ | ------ | ----- |
| 1       | Eamonn Coghlan     | 3:45,6 | Q     |
| 2       | Harald Hudak       | 3:46,1 | Q     |
| 3       | Antti Loikkanen    | 3:46,4 | Q     |
| 4       | Wybo Lelieveld     | 3:46,4 | q     |
| 5       | Laurent Rutton     | 3:46,8 |       |
| 6       | Jozef Plachý       | 3:47,1 |       |
| 7       | Claudio Patrignani | 3:47,6 |       |
| 8       | Erwin Wagger       | 3:49,4 |       |
| 9       | Ruben Sørensen     | 3:50,8 |       |

Bieg 2
| Miejsce | Zawodnik           | Czas   | Uwagi |
| ------- | ------------------ | ------ | ----- |
| 1       | Thomas Wessinghage | 3:44,6 | Q     |
| 2       | Ray Flynn          | 3:45,1 | Q     |
| 3       | John Robson        | 3:45,3 | Q     |
| 4       | Marc Nevens        | 3:45,5 | q     |
| 5       | Joost Borm         | 3:46,6 |       |
| 6       | Vinko Pokrajčić    | 3:48,2 |       |
| 7       | Arpád Bari         | 3:50,9 |       |

### Finał
Opracowano na podstawie materiału źródłowego.
| Miejsce | Zawodnik           | Czas   |
| ------- | ------------------ | ------ |
| 1       | Eamonn Coghlan     | 3:41,8 |
| 2       | Thomas Wessinghage | 3:42,2 |
| 3       | John Robson        | 3:42,8 |
| 4       | Antti Loikkanen    | 3:44,7 |
| 5       | Marc Nevens        | 3:45,2 |
| 6       | Harald Hudak       | 3:45,9 |
| 7       | Ray Flynn          | 3:51,5 |
| 8       | Wybo Lelieveld     | 3:55,4 |